# Havforurening
Havforurening er betegnelsen for skadelige eller potentielt skadelige følger af affald, kemikalier, partikler, urenset spildevand, støj eller invasive arter. Den globale havforurening er anslået så stor som 100 millioner ton affald. Danmarks bidrag til havforureningen stammer mest fra næringssalte fra landbruget ved udledning gennem vandløb, hvilket stimulerer algevækst.
Havforureningen af oceanerne samler sig i gyrer, områder i midten af cirkulerende havstrømme, som f.eks. Affaldsøen i Stillehavet (eng. Great Pacific garbage patch).Der er her samlet store mængder affald, hvoraf de 90% er plastikforurening. 
Havforureningen medfører store skader på dyrelivet og fødekæderne. Et eksempel på skadelige følger er forureningen af fisk og skaldyr med kviksølv i det Japanske Hav fra 1932 til 1968, der resulterede i lammelser og 1.782 dødsfald. Andre eksempler er oliekatastroferne med olietankere og olieboreplatforme.
Den samlede forurening medfører algeopblomstring og rekordstore døde zoner i Østersøen og Det Caribiske Hav
Havforureningen er tiltaget drastisk over et halvt århundrede.

## Konventionen om bekæmpelse af havforurening
FN-konvention.
"Konventionen om bekæmpelse af havforurening ved dumpning af affald og andet materiale (London-konventionen) blev vedtaget den 13. november 1972, og trådte i kraft den 30. august 1974. Konventionen skal fremme effektiv kontrol af alle typer af havforurening ved at fungere som et praktisk regelsæt til at forhindre havforurening. Konventionen indeholder forbud mod udslip af skadeligt affald, særlige tilladelser til visse typer affald og en generel tilladelse til andre typer affald igen. Der er udarbejdet lister over hvilken kategori, hviklen type affald falder ind under. I 1996 blev konventionen revideret, og her blev mere eller mindre alle typer affald forbudte. Der findes nogle få undtagelser for materialer, der ikke anses som skadelige."

## Plastikforureningen
I Affaldsøen i Stillehavet på et område på mellem 700.000 og 15.000.000 km2 er der ophobet store mængde plastikaffald med det meste nedbrudt til mikroplastik i konfetti-størrelse eller mindre med en koncentration som er målt i 1999 til 335 000 genstande/km2 eller 5.1 kg/km2. Tilsvarende er der fundet sammenlignelige mængder af mikroplastik og nanoplastik i alle de større gyrer, dvs. strømhvirvler i oceanerne.

## Forurening fra industri, skibsfart og minedrift
- plastic fylder fisk og fugles fordøjelsessystem og indgår som partikler i fødekæderne
- tungmetaller: bly, kviksølv, cadmium, chrom der igennem fødekæderne medfører lammelser og dødsfald
- olie medfører store økologiske ændringer af havbund og kystzoner, bl.a. ødelægger olieforureningen søfugles fjerdragt.
- syntetiske farvestoffer
- støj ødelægger hvalernes kommunikation

## Forurening fra kernekraftværker
- radioaktive stoffer
  - den radioaktive forurening efter Fukushima I-ulykkerne breder sig nu over Stillehavet[8]

## Landbrugsaffald
- næringssalte (nitrater, fosfater) der medfører eutrofiering, opblomstring af mikrofauna og mikroflora
- pesticider, polyklorerede hydrocarboner, giftstoffer lammer eller dræber liv

## Spildevandsforurening
- mikroorganismer fra urenset spildevand, E. coli

- Invasive arter

## Eksterne kilder og henvisninger
1. ↑  Some oysters container plastics, pathogens, kerosene,, paintball, and baby formula. Iflscience 2020
2. ↑  Ryan, P. G.; Moore, C. J.; Van Franeker, J. A.; Moloney, C. L. (2009). "Monitoring the abundance of plastic debris in the marine environment". Philosophical Transactions of the Royal Society B: Biological Sciences. 364 (1526): 1999-2012. doi:10.1098/rstb.2008.0207. JSTOR 40485978. PMC 2873010. PMID 19528052.
3. ↑  Minamata Disease The History and Measures
4. ↑  Record Breaking "Dead Zone" In Gulf Of Mexico Due To Meat Industry. IFLScience 2017
5. ↑  Store døde områder i Østersøen. Jyllands-Posten 2014
6. ↑  Døde havområder med iltsvind firdoblet siden 1950’erne. Ing. 2018
7. ↑  "Konventionen om bekæmpelse af havforurening". Arkiveret fra originalen 20. maj 2014. Hentet 20. maj 2014.
8. ↑  Fukushima Radiation Has Contaminated The Entire Pacific Ocean (And It's Going To Get Worse). ZeroHedge 2016

- Havet forurenes med alle slags affald. Naturstyrelsen
- BALTIC MARINE ENVIRONMENT PROTECTION COMMISSION
- OSPAR Commission, protecting and conserving the North-East Atlantic and its resources
- Havforurening strømmer ind over os. TV2 nyhederne